# Magdaleno Medina Noyola
Magdaleno Medina Noyola (Ciudad Fernández, San Luis Potosí, 6 de marzo de 1951) es un físico, investigador, catedrático y académico mexicano. Se ha especializado en el área de mecánica estadística.

## Estudios y docencia
Cursó la licenciatura en Física en la Universidad Autónoma de San Luis Potosí, una maestría en Ciencias en el Centro de Investigación y de Estudios Avanzados del Instituto Politécnico Nacional (Cinvestav) y un doctorado en Física en la Universidad de Indiana. Realizó una estancia posdoctoral en la Universidad de California en Davis.
Impartió clases en el Departamento de Física del Cinvestav de 1981 a 1989. Es profesor e investigador nivel III en el Instituto de Física Manuel Sandoval Vallarta de la Universidad Autónoma de San Luis Potosí, el cual dirigió de 1992 a 2000.

## Investigador y académico
Se ha dedicado al estudio de las propiedades físico-químicas de los fluidos complejos (los cuales no siguen las leyes hidrodinámicas), los sistemas coloidales, la difusión en dispersiones concentradas, y los fenómenos de vitrificación y gelación. Ha sido pionero en el estudio de las propiedades estructurales estáticas de los líquidos iónicos, los cuales han sido de gran interés para la mecánica estadística.  Además de ser investigador en su alma mater ha colaborado con el grupo de Física Estadística y Fluidos Complejos de la Universidad de Sonora. 
Desde 1993 es investigador nivel III del Sistema Nacional de Investigadores. Es miembro de la Academia Mexicana de Ciencias. Fue vicepresidente de la Sociedad Mexicana de Física de 1988 a 1990.

## Obras publicadas
Ha escrito más de un centenar de artículos para revistas especializadas. Su trabajo ha sido citado en numerosas ocasiones y se encuentra recogido en dos libros de texto.  

## Premios y distinciones
Por su trayectoria como investigador le han sido otorgados diversos premios, entre ellos:
- Premio de Investigación en Ciencias Exactas otorgado por la Academia Mexicana de Ciencias en 1990.
- Premio Arturo Rosenblueth otorgado por el Cinvestav por haber dirigido la mejor tesis doctoral en ciencias exactas y naturales.
- Premio al Desarrollo de la Física otorgado por la Sociedad Mexicana de Física en 1997.
- Premio Universitario de Investigación Científica y Tecnológica, en la modalidad de investigación científica por la Universidad Autónoma de San Luis Potosí en 2000.
- Medalla Marcos Moshinsky otorgada por el Instituto de Física de la Universidad Nacional Autónoma de México en 2003.
- Premio Luis Elizondo, otorgado por el Instituto Tecnológico y de Estudios Superiores de Monterrey en 2005.
- Premio Nacional de Ciencias y Artes en el área de Ciencias Físico-Matemáticas y Naturales por la Secretaría de Educación Pública en 2013.[4]